# Villardefrades
Villardefrades ist ein nordspanisches Dorf und Hauptort einer Gemeinde (municipio) mit 136 Einwohnern (Stand: 2024) in der Provinz Valladolid in der Autonomen Gemeinschaft Kastilien-León. 

## Lage und Klima
Villardefrades liegt in der Region Tierra de Campos auf der kastilischen Hochebene in einer Höhe von ca. 725 m. Die Provinzhauptstadt Valladolid befindet sich mit ihrem Stadtzentrum etwa 50 Kilometer (Fahrtstrecke) ostsüdöstlich. Durch die Gemeinde führt die Autovía A-6. 
Das Klima im Winter ist durchaus kalt, im Sommer dagegen warm bis heiß; die eher spärlichen Regenfälle (ca. 493 mm/Jahr) fallen überwiegend im Winterhalbjahr.

## Bevölkerungsentwicklung
| Jahr      | 1970 | 1981 | 1991 | 2001 | 2011 | 2021 |
| Einwohner | 389  | 331  | 272  | 229  | 203  | 153  |

## Sehenswürdigkeiten
- Andreaskirche Mariä Himmelfahrt (Iglesia de San Andrés)
- Cucuphaskirche (Iglesia de San Cucufate)

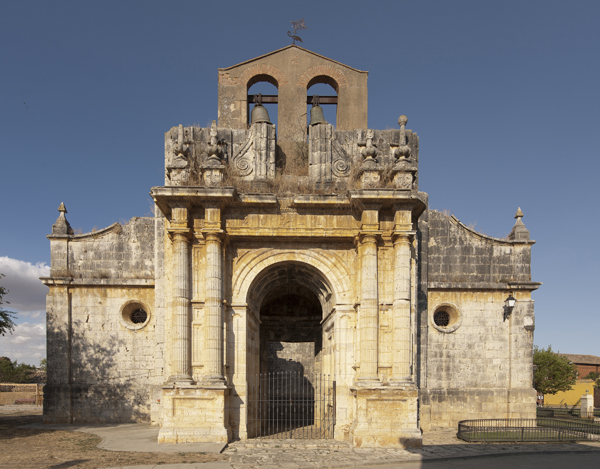
Andreaskirche
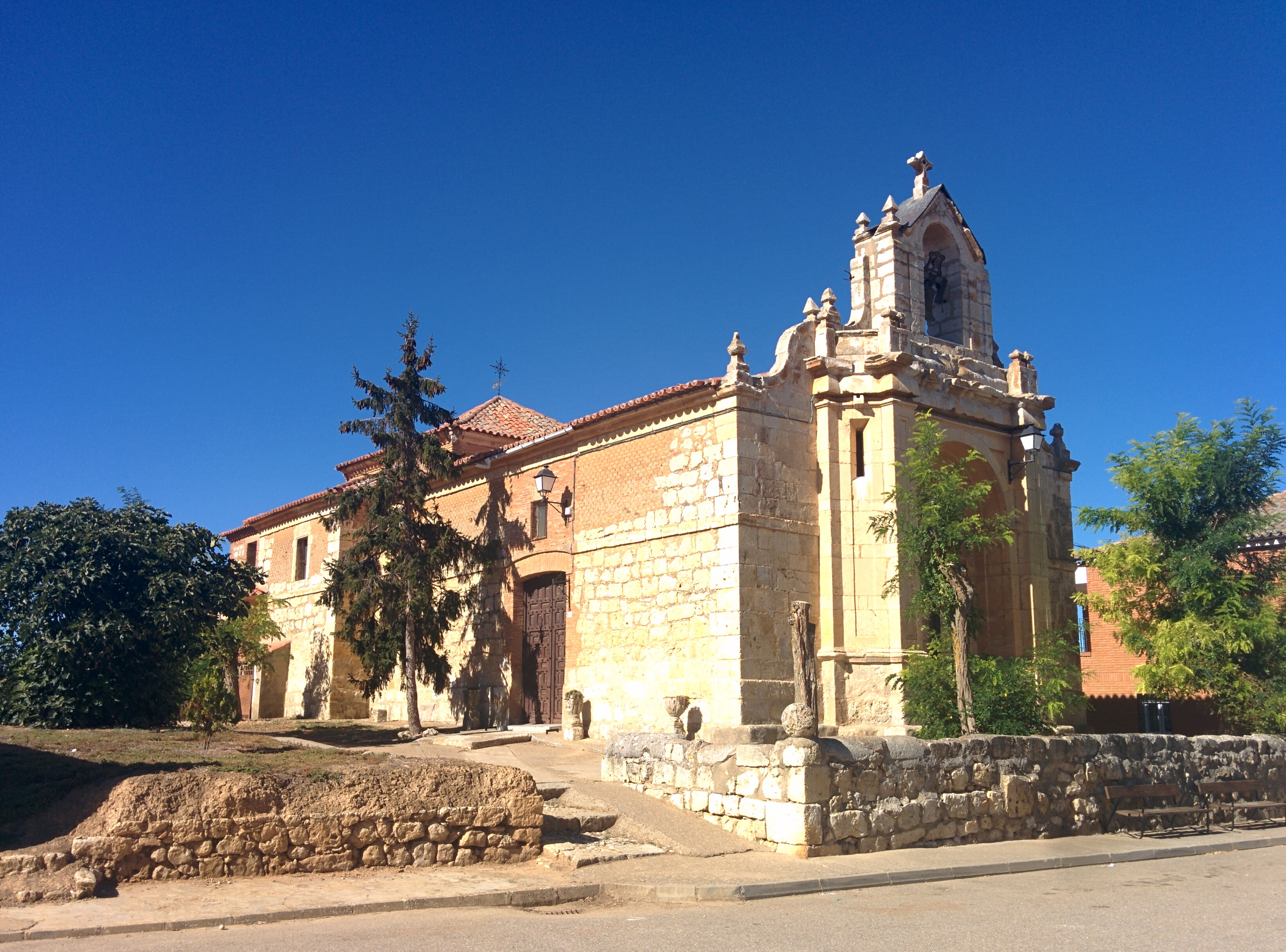
Cucuphaskirche
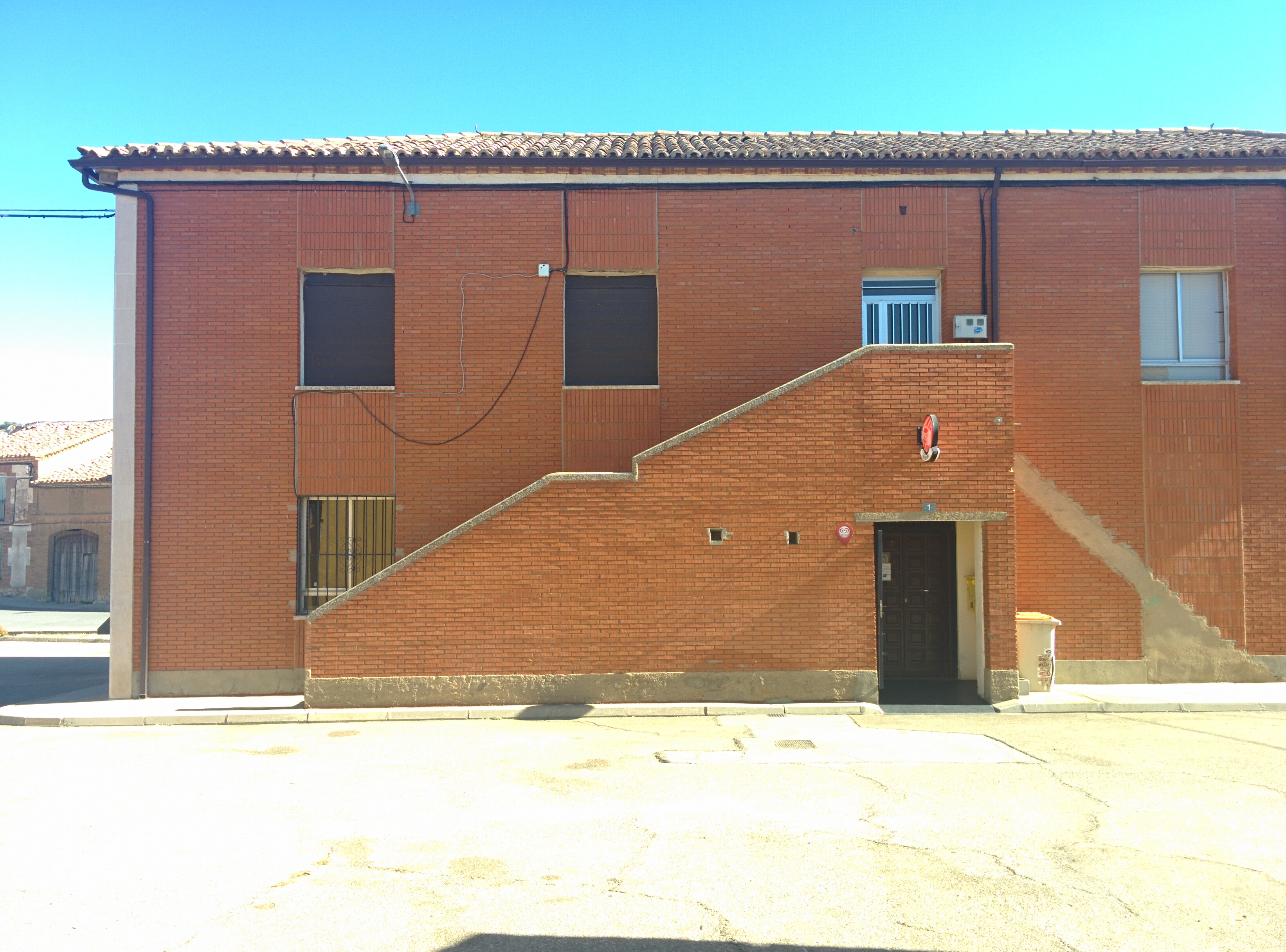
Rathaus